# Korabelka (câu lạc bộ bóng chuyền)
Korabelka là một câu lạc bộ bóng chuyền nữ chuyên nghiệp của Nga, có trụ sở tại Sankt-Peterburg.

## Lịch sử
Câu lạc bộ bóng chuyền Korabelka được thành lập vào năm 2023 tại Đại học Kỹ thuật Hàng hải Sankt-Peterburg và được đặt tên theo tên gọi không chính thức của ngôi trường này. Theo quyết định của Ủy ban điều hành Liên đoàn bóng chuyền Nga, câu lạc bộ đã được xếp thi đấu ở hạng A (hạng đấu thứ 2) của Giải bóng chuyền nữ Vô địch Quốc gia Nga.

## Thành tích thi đấu
| Mùa giải | Hạng đấu                | Thứ hạng |
| -------- | ----------------------- | -------- |
| 2023/24  | Hạng A (hạng đấu thứ 2) | 1        |
| 2024/25  | Hạng A (hạng đấu thứ 2) | 1        |

## Đội hình hiện tại
| Số áo | Họ tên               | Năm sinh | Chiều cao (cm) | Vị trí     |
| ----- | -------------------- | -------- | -------------- | ---------- |
| 1     | Polina Sarapova      | 2006     | 178            | Chuyền hai |
| 3     | Elizaveta Nesterova  | 2006     | 192            | Chủ công   |
| 4     | Kristina Isakova     | 2006     | 172            | Libero     |
| 6     | Irina Artyukhina     | 2004     | 186            | Chủ công   |
| 7     | Alexandra Zakharova  | 2006     | 189            | Phụ công   |
| 8     | Varvara Filippova    | 2005     | 190            | Phụ công   |
| 9     | Anna Shtangey        | 2004     | 182            | Chuyền hai |
| 10    | Arina Papanikola     | 2001     | 180            | Đối chuyền |
| 11    | Elizaveta Palshina   | 2003     | 186            | Phụ công   |
| 12    | Anastasia Chernyaeva | 2005     | 188            | Chủ công   |
| 14    | Irina Filishtinskaia | 1990     | 180            | Chuyền hai |
| 15    | Maria Muravyova      | 2010     | 190            | Phụ công   |
| 16    | Polina Lifar         | 2006     | 192            | Phụ công   |
| 18    | Natalia Muranova     | 2008     | 174            | Libero     |
| 20    | Viktoria Bobrova     | 1997     | 187            | Chủ công   |
|       | Thalia Moreno        | 2002     | 189            | Đối chuyền |
|       | Vanja Ivanović       | 2004     | 185            | Chủ công   |

- Huấn luyện viên trưởng:  Svetlana Badulina-Safronova
- Huấn luyện viên thể lực:  Anton Ivanov
- Huấn luyện viên thể lực:  Tatyana Golikova
- Huấn luyện viên thống kê:  German Shchukin
- Giám đốc thể thao:  Vladimir Kondusov
- Chủ tịch câu lạc bộ:  Alexander Mironov